# Ungerns Grand Prix 1995
Ungerns Grand Prix 1995 var det tionde av 17 lopp ingående i formel 1-VM 1995.

## Resultat
1. Damon Hill, Williams-Renault, 10 poäng
2. David Coulthard, Williams-Renault, 6
3. Gerhard Berger, Ferrari, 4
4. Johnny Herbert, Benetton-Renault, 3
5. Heinz-Harald Frentzen, Sauber-Ford, 2
6. Olivier Panis, Ligier-Mugen Honda, 1
7. Rubens Barrichello, Jordan-Peugeot
8. Luca Badoer, Minardi-Ford
9. Pedro Lamy, Minardi-Ford
10. Jean-Christophe Boullion, Sauber-Ford
11. Michael Schumacher, Benetton-Renault (varv 73, motor)
12. Andrea Montermini, Pacific-Ilmor
13. Eddie Irvine, Jordan-Peugeot (70, koppling)

### Förare som bröt loppet
- Martin Brundle, Ligier-Mugen Honda (varv 67, motor)
- Mika Salo, Tyrrell-Yamaha (58, gasspjäll)
- Mark Blundell, McLaren-Mercedes (54, bränsleläcka)
- Ukyo Katayama, Tyrrell-Yamaha (46, snurrade av)
- Max Papis, Footwork-Hart (45, bromsar)
- Jean Alesi, Ferrari (42, motor)
- Pedro Diniz, Forti-Ford (32, motor)
- Taki Inoue, Footwork-Hart (13, motor)
- Roberto Moreno, Forti-Ford (8, växellåda)
- Giovanni Lavaggi, Pacific-Ilmor (5, snurrade av)
- Mika Häkkinen, McLaren-Mercedes (3, motor)

## VM-ställning
| Förarmästerskapet 1. Michael Schumacher, Benetton-Renault, 56 2. Damon Hill, Williams-Renault, 45 3. Jean Alesi, Ferrari, 32 | Konstruktörsmästerskapet 1. Benetton-Renault, 74 2. Williams-Renault, 68 3. Ferrari, 57 |